# Station Regny
Station Regny is een spoorwegstation in de Poolse plaats Regny (gemeente Koluszki). Het station ligt aan spoorlijn 44 en verbindt Regny met onder andere Mikołajów. 
Op zo'n 300 meter afstand ligt een goederenstation met de naam Regny R1. Naast het station bevindt zich een goederenloods.